# Katja Danowski
Katja Danowski (* 20. April 1974 in Hemer) ist eine deutsche Schauspielerin. Sie arbeitet sowohl für das Theater als auch für den Film sowie als Sprecherin für Hörbücher und Hörspiele.

## Leben

### Karriere
Katja Danowski absolvierte ihr Schauspielstudium von 1996 bis 2000 an der Hochschule der Künste in Berlin.

#### Theater
Von 2000 bis 2002 war sie am Berliner Ensemble engagiert, an dem sie unter anderem die Figur der Hermia in Ein Sommernachtstraum und die Königin Isabel in Richard II. gab. Bis 2005 hatte sie ein Engagement am Staatstheater Stuttgart. Weitere wichtige Rollen für sie waren die Hilde Wangel in Baumeister Solness und die Alitta in Grabbes Hannibal sowie die Grusche in Der kaukasische Kreidekreis.
Von 2005 bis 2013 gehörte Danowski zum Ensemble des Schauspielhauses in Hamburg. Dort spielte sie die Maria Forst in Faces, Elisabeth in Die Krönung Richards III., die Grusche in Der kaukasische Kreidekreis, Natascha in Unten (Nachtasyl), Wárja in Der Kirschgarten, Élise in Der Geizige, Thusnelda in Die Hermannsschlacht und Anette in Genannt Gospodin.

#### Film
2003 spielte sie in der Romanverfilmung Herr Lehmann die Köchin Katrin. Für diese Rolle wurde sie 2004 für den Deutschen Filmpreis als beste Nebendarstellerin und für den österreichischen Undine-Filmpreis als beste Nachwuchsschauspielerin nominiert.

#### Fernsehen
Von 2011 bis 2014 war Danowski als Staatsanwältin Agnes Sonntag in der Fernsehfilmreihe Finn Zehender zu sehen. 2014 spielte sie in dem Fernsehfilm Ohne Dich Clara. 2015 hatte sie einen Gastauftritt in der Folge Bauernopfer der bayerischen Kriminal-Comedyserie Hubert und Staller.
Von 2015 bis 2024 spielte Danowski die Leiterin des zwölften Dezernats der Polizei Köln-Mülheim, Kriminalhauptkommissarin Viktoria „Vicky“ Adam, eine Hauptrolle in der ARD-Krimi-Serie Rentnercops an der Seite von Tilo Prückner (bis 2020), Wolfgang Winkler (bis 2019), beziehungsweise Peter Lerchbaumer (bis 2020), sowie Aaron Le. 2015 spielte sie außerdem Vera Frenzlau-Schmidt in der ZDF Comedyserie Komm schon!. Des Weiteren spielte Danowski in mehreren Tatort-Filmen mit, unter anderem 2013 im Tatort: Puppenspieler, 2016 im Tatort: Die Geschichte vom bösen Friederich sowie 2017 im Tatort: Borowski und das Fest des Nordens. 2017 und 2019 spielte Danowski in je einer Folge von SOKO Leipzig mit.

#### Hörspiele
Die Stimme der Schauspielerin ist auch in mehreren Hörbuchproduktionen und in Hörspielen zu hören, so zum Beispiel in den Audiofassungen der Werke Ein fabelhafter Lügner von Susann Pásztor, Immortal Beloved. Entflammt von Cate Tiernan und Liebe unter Fischen von René Freund.

## Privates
Danowski hat eine Tochter und ist seit 2008 mit Samuel Weiss liiert.

## Filmografie
- 2003: Die Ritterinnen
- 2003: Herr Lehmann
- 2005: Wolfsnacht (Kurzspielfilm)
- 2006: Abschnitt 40 (Fernsehserie, Folge Angst)
- 2008: Trio (Kurzspielfilm)
- 2008, 2013: Notruf Hafenkante (Fernsehserie, verschiedene Rollen, 2 Folgen)
- 2009: Liebe Mauer (Spielfilm)
- 2009: Ganz nah bei Dir (Spielfilm)
- 2010: Wie ein Licht in der Nacht (Spielfilm)
- 2010: Jürgen Dose – Trittschall im Kriechkeller (Kurzspielfilm)
- 2010: Das Duo: Mordbier (Fernsehreihe)
- 2011: Mädchenabend (Kurzspielfilm)
- 2011: Heiter bis tödlich: Nordisch herb (Fernsehserie, 4 Folgen)
- 2011, 2021: Großstadtrevier (Fernsehserie, Folgen Home Sweet Home und Elphi)
- 2011–2014: Finn Zehender (Fernsehreihe)
  - 2011: Mörderisches Wespennest
  - 2012: Tod einer Brieftaube
  - 2012: Mörderische Jagd
  - 2014: Mord in Aschberg
- 2012: Weihnachten … ohne mich, mein Schatz! (Fernsehfilm)
- 2012: Die Kanzlei (Fernsehserie, eine Folge)
- 2012: Eine Hand wäscht die andere (Fernsehfilm)
- 2012: Die Pfefferkörner (Fernsehserie, Folge Die Kiste aus Afrika)
- 2013: Tatort: Puppenspieler (Fernsehreihe)
- 2014: Ohne Dich
- 2014: Wilsberg: 90-60-90 (Fernsehreihe)
- 2014: Wir machen durch bis morgen früh
- 2014: Till Eulenspiegel (Fernsehfilm)
- 2015–2024: Rentnercops (Fernsehserie)
- 2015: Hubert und Staller (Fernsehserie, Folge Bauernopfer)
- 2015: Komm schon! (Fernsehserie, 2 Folgen)
- 2015: In deinen Armen (Spielfilm)
- 2016: Tatort: Die Geschichte vom bösen Friederich
- 2017, 2019, 2023: SOKO Leipzig (Fernsehserie, verschiedene Rollen, 3 Folgen)
- 2017: Tatort: Borowski und das Fest des Nordens
- 2017: In Scherben (Kurzspielfilm)
- 2017: Jürgen – Heute wird gelebt (Fernsehfilm)
- 2018: Tanken – mehr als Super (Fernsehserie, 2 Folgen)
- 2018: Einmal Sohn, immer Sohn (Fernsehfilm)
- 2022: Praxis mit Meerblick – Schwesterherz (Fernsehreihe)
- 2022: Tatort: Ein Freund, ein guter Freund
- 2023: Nord bei Nordwest – Canasta
- 2024: SOKO Köln (Fernsehserie, Folge Der Sturm op et Rodhuus)
- 2024: Feuerwehrfrauen: Phönix aus der Asche (Fernsehreihe)
- 2024: Feuerwehrfrauen: Heim gesucht (Fernsehreihe)

## Hörspiele und Hörbücher (Auswahl)
- 2004: Bettina Wegenast: Wolf sein (Renée), Regie: Stefanie Lazai (Kinderhörspiel, SWR)
- 2007: Bernd Schmidt: Tod im Datei: Der Fall Fabritius, Regie: Stefan Hilsbecher (Hörspiel – SWR)
- 2009: Cornelia Funke: Die Gespensterjäger auf eisiger Spur (Hörspiel – NDR Info)
- 2017: Erin Hunter: Warrior Cats – Die Welt der Clans: Das Gesetz der Krieger (mit Marlen Diekhoff)
- 2017: Jan Georg Schütte und Wolfgang Seesko: Paartherapeut Klaus Kranitz – Bei Trennung Geld zurück (Maria Lagrade, Teil 1), Regie: die Autoren (Hörspielserie – RB)
- 2020: Dora Heldt: Mathilda oder Irgendwer stirbt immer
- 2020: Viveca Sten: Eiskalte Augenblicke: Kurze Krimis aus Sandhamn (Jumbo – Neue Medien)
- 2021: Dora Heldt: Drei Frauen, vier Leben (Jumbo – Neue Medien)